# Lợn Duroc Ý
Lợn Duroc Ý (Duroc Italiana) là giống lợn có nguồn gốc từ nước Ý, chúng là một biến thể của giống lợn Duroc của Mỹ. Đây là giống lợn nhiều thứ ba ở Ý, sau giống lợn Đại bạch Ý và lợn Landrace Ý. Nó là một trong bảy giống lợn có nguồn gốc nhập khẩu từ nước ngoài được Bộ trưởng Bộ Nông nghiệp và Lâm nghiệp, Bộ Nông nghiệp và Lâm nghiệp Ý, Bộ trưởng Bộ Nông nghiệp và Lâm nghiệp Italia công nhận, và là một trong bốn giống lợn được công nhận bởi tổ chức Associazione Nazionale Allevatori Suini, Hiệp hội chăn nuôi lợn quốc gia Ý.

## Đặc điểm
Một cuốn sổ cẩm nang phả hệ lợn được thành lập vào năm 1980. Trong năm 2007 đã có 6801 con lợn đăng ký, vào cuối năm 2012 tổng số là 3985 con lợn Phần lớn dân số tập trung ở Thung lũng Po, nơi mà những con lợn nặng được nuôi lớn. Duroc Italiana là một con lợn lớn với làn da xám và mái tóc đỏ. Nó phát triển nhanh và mạnh mẽ, đặc biệt là ở chân tay; những phẩm chất này được truyền đến con cái của nó. Đối với lợn được đưa đến trọng lượng cao đã hoàn thành đứng trên sàn bê tông, chân tay rất mạnh là mong muốn.
Sử dụng giống lợn này thì các con lợn Duroc Italiana được sử dụng chủ yếu để tạo dòng lai "lợn nặng Ý" được sử dụng để làm cho prosciutto crudo và salumi khác. Lợn Duroc được lai tạo với lợn nái lớn White Italiana hoặc lợn Landrace Ý, hoặc thường xuyên hơn với lợn nái lai từ hai giống này. Lợn thường được nuôi thâm canh và được giết mổ ở trọng lượng 160–170 kg, thịt lợn hầu như được sử dụng để chế biến các sản phẩm thịt được bảo quản như thịt nguội Parma và prosciutto di San Daniele. Lợn Duroc Italiana thuần chủng có thể không được sử dụng cho mục đích này.